# 黃師廉
黃師廉（1924年—1950年11月29日），中國共產黨黨員，台南州東石郡朴子街人，因為台灣省工作委員會學生工作委員會案被判處死刑，1950年11月29日槍決於台北馬場町 。

## 生平
黃師廉，1924年生，台南州東石郡朴子街人，京都兩洋中學畢業，返台後在故鄉朴子國民學校擔任教師。
1946年中共指派蔡孝乾潛回臺灣，發展臺灣省工作委員會組織，由老台共廖瑞發、李中志、郭琇琮、吳思漢組成台北市工作委員會。1947年中共華東局派遣的徐懋德化名李絜（外省李）來台協助蔡孝乾組織學運，1947年5月陳水木由台北市工作委員會書記廖瑞發介紹加入中國共產黨，1947年8月陳水木與陳炳基、楊廷椅、劉沼光、劉登峰（化名丁某）組成台灣省工作委員會學生工作委員會（簡稱學工委），1948年2月轉由徐懋德領導學工委。
李水井日本充麻島高等師範學校教師，曾經參與抗日活動，戰後返台擔任台南州教師會講師，並到多所學校任教。1947年二二八事件後被吸收加入共產黨，於1947年成立台北市中等學校教員支部，隸屬於學工委，受徐懋德（化名李絜）領導，李水井在朴子國民學校任教期間，與黃師廉為同事。
1947年學工委成立之初，師院學生陳水木即兼任師範學院支部書記，在校發展組織，1949年9月台大法學院支部被破獲後，因戴傳李使基隆市工作委員會瓦解，四六事件後台大學生紛紛走避南部。1950年1月陳水木將因為畢業、退學、逃亡而散返中南部的學生黨員加以組織，分別在新竹、台中、嘉義；台南、高雄成立支部，與原學工委任務不同轉變為地方工作性質。根據陳水木在保密局供述的：「我的組織關係名單」中，嘉義支部就是由葉城松負責，1949年5月，黃師廉受李水井介紹加入台灣省工作委員會學生工作委員會，隸屬嘉義支部，由葉城松領導，並吸收同校教師陳清度、張碧江入黨。
1950年省工委書記蔡孝乾變節供出大批人員名單，導致中國共產黨在台組織瓦解，1950年5月10日李水井與吳思漢被捕，保密局循線逮補擴及省工委學工委及各省工委支部，保密局展開全台大搜捕，1950年6月1日黃師廉被台南縣警局逮捕，隨著李水井、楊廷椅落網，學工委組織瓦解。
從學工委案的筆錄，各支部負責人與委員的陳述與組織圖詳實，根據台大法學院經濟系學生陳英泰回憶指出當時保密局以輕判作為誘餌獲取線索，李水井在軍法處審訊期間主張全盤托出，張志忠則主張堅守秘密 張志忠認為若全盤托出必遭判死刑，李水井則認為多數領導應可獲得幾個月牢獄的輕判。然四六事件發生之時尚無懲治叛亂條例，此條例已於1949年6月21公告實施。由於當時國共內戰國府兵敗如山倒之際，孤立無援對於島內共諜案並未立即給予判決有觀望之態勢，然而1950年6月韓戰爆發，美援的出現使國府對省工委案開始無所顧忌，依照懲治叛亂條例第二條第一項判處死刑，至此大量涉及省工委的特工密集遭判刑槍決。
1950年11月29日，台灣省保安處宣判黃師廉死刑後即刻送台北市馬場町槍決，同時遭槍決者包含學工委案李水井、楊廷椅及相關支部書記陳水木、陳金目、賴裕傳、王超倫、鄭文峰、吳瑞爐、葉盛吉、鄭澤雄共十一人。

## 平反
2018年10月5日，促進轉型正義委員會促轉三字第1075300110B號函文，正式撤銷受難者林慶雲君等1270人之刑事有罪判決暨其刑，其中(39)安潔字第 2302 號，有關黃師廉共同以非法方法意圖顛覆政府而著手實行之有罪判決暨其刑及沒收之宣告正式撤銷。